# مدرسة الطب وطب الأسنان لكلية الملك بلندن
مدرسة الطب وطب الأسنان لكلية الملك بلندن (بالإنجليزية: GKT School of Medical Education)‏ أو (بالإنجليزية: King's College School of Medicine and Dentistry)‏ هي إحدى مدارس تعليم الطب في المملكة المتحدة. مركز هذه المدرسة الطبية هو كلية الملك بلندن. أُسِّسَتْ هذه المدرسة رسمياً في 1988. أسست نتيجة اندماج مع كلية الملك بلندن ومدارس الطب وطب الأسنان مستشفى غايز والقديس توماس المتحدة في 1998. عرفت باسم مدرسة طب GKT حتى 2005.

## أساتذة بارزون
- هارولد إليس: أستاذ بقسم التشريح والعلوم البشرية.